# 爆風

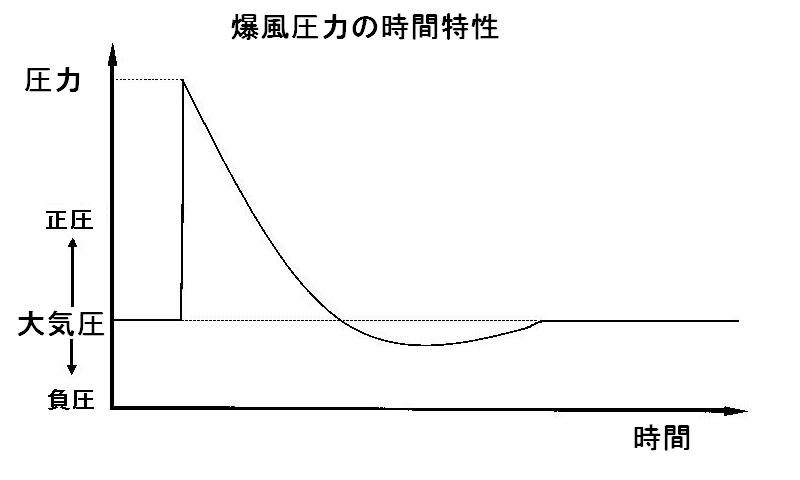
爆風が到達すると圧力は瞬時に上昇して最大加圧に達する、その後、急激に減少して大気圧以下の負圧になったあと大気圧に戻る。

爆風（ばくふう、Blast Wave）とは、爆発に伴い空気中を伝播する圧縮波と、圧縮波の背後に出来る波形構造を含む負圧のこと。
爆風には三つの特徴がある。
- 伝播速度が音速以上である
- 波面が不連続で、波面の前後で密度と圧力の急激な変化がある。
- 爆風の後には負圧を伴う。

伝播速度が音速以下にまで減衰したものは爆音になる。
一般に、爆風による過圧 (Over pressure) は爆薬量の3乗根に比例して大きくなり、爆源からの距離に反比例して小さくなる。
爆風による圧力はブラストメーターという測定装置で測定することが出来る。

## 空中爆発

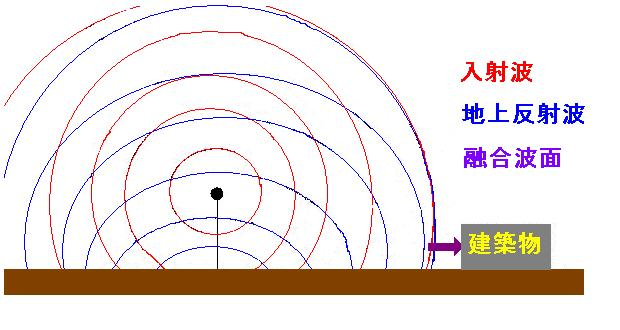
爆風の伝播

爆薬が空中で爆発した場合には爆風の入射波が地面に当たって地上反射波となって進む。入射波と地上反射波が合わさる融合波面（マッハステム）では圧力が2倍近くにまで高まる（実際には地面が100%全てを反射しないので2倍にはならない、反射しない圧力は地面に穴を穿つのに消費されたりする）。
原爆が高度580mで爆発するように設定されていた理由は融合波面を形成することによって、爆風の効果を高めるためである。地表の構造物を吹き飛ばすデイジーカッターと呼ばれる大型爆弾が地上1mで起爆するように作られているのも同じ理由である。
逆に爆薬が地面に接触した状態で爆発すると地面に触れている方向の力は爆風にならずに地面への振動としてエネルギーが消費され地面に穴を穿ってしまうだけになる。

## 爆風による構造物の損傷
| 圧力              | 被害状況                                                   |
| ----------------- | ---------------------------------------------------------- |
| 0.06～0.08kgf/cm2 | 窓ガラスが割れる。                                         |
| 0.1～0.35kgf/cm2  | 窓枠が破損する。                                           |
| 0.4～0.5kgf/cm2   | 瓦が落ちたり、トタン屋根がはがれたりする。                 |
| 0.6～0.7kgf/cm2   | 柱が歪んだり、折れたりする。                               |
| 1.4～6.0kgf/cm2   | 家屋倒壊                                                   |
| 10kgf/cm2         | 強固な家屋や鉄筋コンクリートなどの構造物が損壊する。       |
| 20kgf/cm2         | 鉄筋コンクリートや岩などが割れる。                         |
| 30kgf/cm2         | 重構造物が倒壊する、特殊な対爆構造物以外では耐えられない。 |

## 爆風による致死率
- なお、この致死率は負傷後に適切な治療を受けられると言う前提での値である。
- 致死率は即死または48時間以内に死亡する確率である。
- 動物実験と事故事例からの統計に基づいて推測された値であり、状況次第で結果は異なる。

| 致死率                          | 圧力        |
| ------------------------------- | ----------- |
| 1%以下（死亡することは稀）      | 1kgf/cm2    |
| 数%                             | 2～3kgf/cm2 |
| 10%（生存者も重傷か軽傷を負う） | 4kgf/cm2    |
| 50%（生存者も重傷を負う）       | 6kgf/cm2    |
| 80%（生存者も重傷を負う）       | 12kgf/cm2   |
| ほぼ100%（まず助からない）      | 32kgf/cm2   |

## 爆風による人体の損傷
人体が爆風に暴露した場合、最初に負傷するのが耳と眼である。
次に損傷を受けるのは表皮と肺である。表皮は厚手の服などで守られていれば軽症で済むが、呼吸器から出血すると大事に到る場合がある。
それ以上になると、臓器破裂などの深刻な怪我を負う。
さらに大きな12.0kgf/cm2以上の爆風に晒されると、肉が剥がれ、人間としての原形を留めなくなってくる。
この所見は純粋に爆風に晒された場合のみであり、破片などが飛んできて当たった場合の怪我については考慮していない。
これらのデータはウサギとブタを使用した動物実験と爆発事故の事例を元にした統計的なものであり、状況によって結果は大きく異なる場合がある。
| 入射爆風の過圧 kgf/cm2 | 所 見 | 肺                   | 腹腔                 | 内臓                                                  | 皮膚                        | 眼                | 耳       |
| ---------------------- | ----- | -------------------- | -------------------- | ----------------------------------------------------- | --------------------------- | ----------------- | -------- |
| 32.0                   | 即死  | 開放、機能消失       | 開放、機能消失       | 修復不能な重大な損傷を受ける 又はほぼ完全に破壊される | 原形を留めないほど破壊      | 眼球破裂          | 鼓膜破裂 |
| 12.0                   | 重症  | 開放、重度の機能障害 | 開放、重度の機能障害 | 内臓破裂、重度の出血                                  | 重度の裂傷                  | 眼球破裂          | 鼓膜破裂 |
| 6.0                    | 重症  | 中程度の出血         | 皮下出血、裂傷       | 内臓破裂、重度の出血                                  | 中程度の裂傷                | 眼球破裂          | 鼓膜破裂 |
| 4.0                    | 重症  | 中程度の出血         | 皮下出血、裂傷       | 肝臓挫滅、腸漿膜より出血 複数の臓器破裂               | 中程度の裂傷                | 眼球破裂          | 鼓膜破裂 |
| 3.0                    | 軽症  | 軽度の出血           | 皮下出血、裂傷       | 肝臓挫滅、腸漿膜より出血 臓器により出血する場合あり   | 中程度の皮下出血 軽度の裂傷 | 眼球破裂 眼底出血 | 鼓膜破裂 |
| 2.5                    | 軽症  | 肋骨に添い軽度の出血 | 軽度の皮下出血       | 複数の臓器より中程度の出血                            | 中程度の皮下出血            | 眼底出血          | 鼓膜破裂 |
| 2.0                    | 軽症  | 肺充血、軽度の出血   | 軽度の皮下出血       | 大腸漿膜より出血                                      | 軽度の皮下出血              | 眼底出血          | 鼓膜破裂 |
| 1.0                    | 軽症  | 無気肺、肺充血       | 軽度の皮下出血       | 大腸漿膜より出血                                      | 軽度の皮下出血              | 眼底出血          | 鼓膜損傷 |
| 0.5                    | 軽症  | 所見なし             | 所見なし             | 所見なし                                              | 軽度の打撲                  | 所見なし          | 所見なし |